# Lacul Techirghiol (sit SPA)
Lacul Techirghiol este o zonă protejată (arie de protecție specială avifaunistică - SPA) situată în sud-estul României, pe teritoriul județului Constanța.

## Localizare
Aria naturală se află în partea estică a județului Constanța, pe teritoriul administrativ al orașului Techirghiol și al comunei Tuzla, în imediata apropiere a drumului național DN39, care leagă municipiul Mangalia de Eforie.

## Descriere
Aria protejată (încadrată în bioregiune geografică stepică și pontică) reprezintă o zonă naturală (râuri, lacuri, mlaștini, turbării, culturi, pășuni, terenuri arabile) ce asigură condiții de hrană, cuibărit și viețuire pentru mai multe specii de păsări migratoare, de pasaj sau sedentare.
În anii 1983 și 1989 au fost construite două diguri ce împart Lacul Techirghiol în trei părți; astfel: o zonă cu apă dulce în partea vestică, una cu apă salmastră (amestec de apă dulce cu apă sărată) în partea centrală și cea de-a treia aflată în apropierea Mării Negre, cu apă salină, unde nămolul prezintă proprietăți terapeutice, utilizat în tratarea unor afecțiuni.
Situl cu o suprafață de 2.939 hectare a fost declarat Arie de Protecție Specială Avifaunistică prin Hotărârea  de Guvern nr. 1284 din 24 octombrie 2007 (privind declararea ariilor de protecție specială avifaunistică) ca parte integrantă a rețelei ecologice europene Natura 2000 în România.
Aria naturală Lacul Techirghiol (începând din martie 2006) este protejată prin Convenția Ramsar ca zonă umedă de importanță internațională.

## Avifaună
În arealul sitului este semnalată prezența mai multor păsări enumerate în anexa I-a a Directivei Consiliului European 2009/147/CE din 30 noiembrie 2009, privind conservarea păsărilor sălbatice.

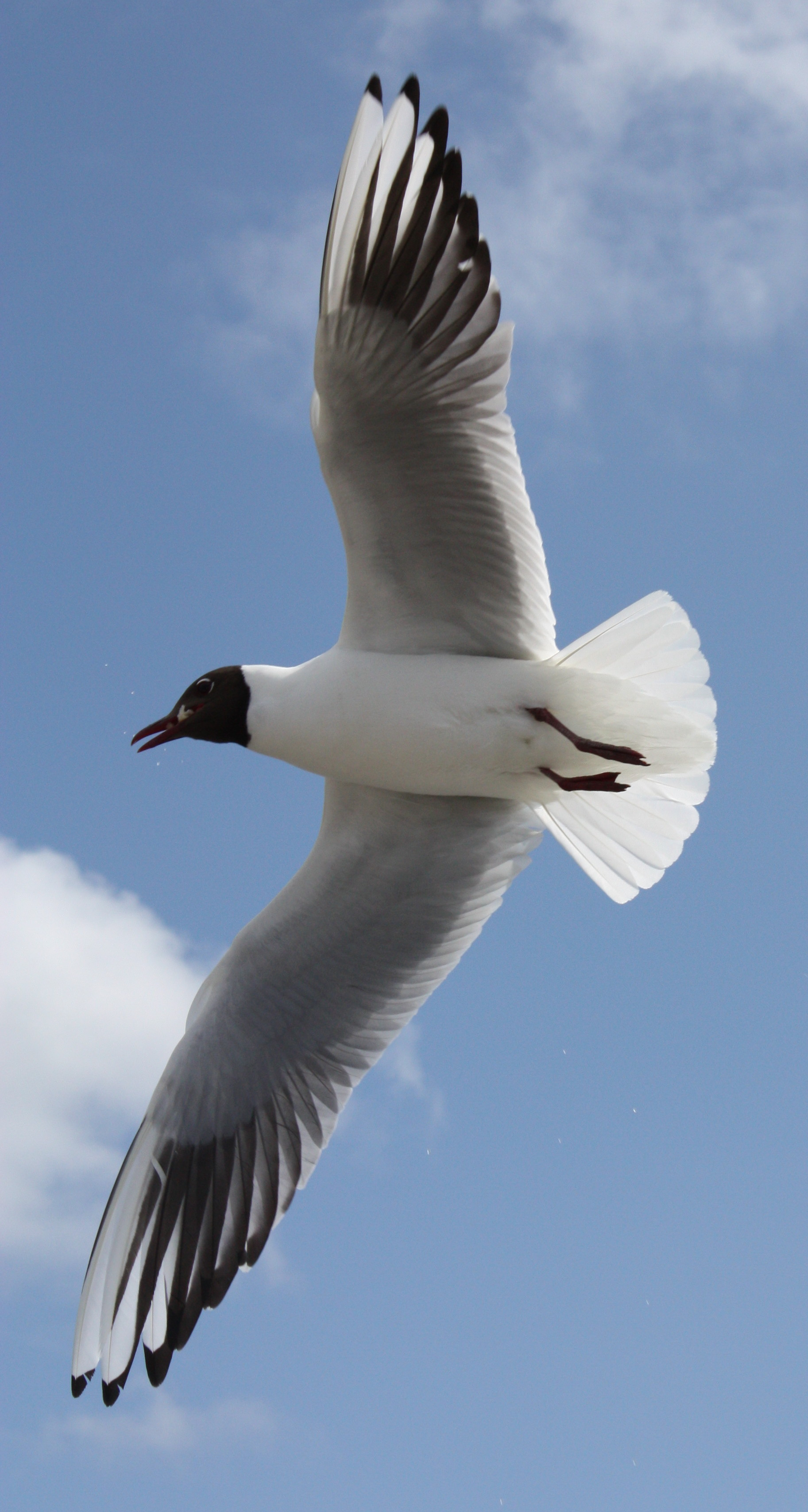
Pescăruș râzător (Larus ridibundus)

Specii de păsări protejate: uliu-păsărar (Accipiter nisus), fluierar de munte (Actitis hypoleucos), ciocârlie-de-câmp (Alauda arvensis), pescăruș albastru (Alcedo atthis), rață sulițar (Anas acuta), rață fluierătoare (Anas penelope), rață mare (Anas platyrhynchos), rață cârâitoare (Anas querquedula), rață pestriță (Anas strepera), gârliță mare (Anser albifrons), gâscă cenușie (Anser anser), gârliță mică (Anser erythropus), gâsca sălbatică (Anser fabalis), stârc roșu (Ardea purpurea), stârc cenușiu (Ardea cinerea), stârc galben (Ardeola ralloides), rață-cu-cap-castaniu (Aythya ferina), rața moțată (Aythya fuligula), buhai de baltă (Botaurus stellaris), gâsca cu piept roșu (Branta ruficollis), bufniță (Bubo bubo), rață sunătoare (Bucephala clangula), șorecar-încălțat (Buteo lagopus), șorecar mare (Buteo rufinus), prundăraș de sărătură (Charadrius alexandrinus), chirighiță-cu-obraz-alb (Chlidonias hybridus), prundașul gulerat mic (Charadrius dubius), chirighiță-cu-aripi-albe (Chlidonias leucopterus), chirighiță neagră (Chlidonias niger), barză albă (Ciconia ciconia), erete de stuf (Circus aeruginosus), erete vânăt (Circus cyaneus), erete alb (Circus macrourus), porumbel gulerat (Columba palumbus), stăncuță (Corvus monedula), lebădă de vară (Cygnus olor), lebădă de iarnă (Cygnus cygnus), ciocănitoarea de grădină (Dendrocopos syriacus), egretă mică (Egretta garzetta), egretă albă (Egretta alba), șoim-de-iarnă (Falco columbarius), șoim călător (Falco peregrinus), vânturel roșu (Falco tinnunculus), lișiță (cu specii de Fulica atra și Gallinula chloropus), becațină comună (Gallinago gallinago), cufundar polar (Gavia arctica), piciorong (Himantopus himantopus), rândunică de hambar (Hirundo rustica), stârc pitic (Ixobrychus minutus), sfrâncioc roșiatic (Lanius collurio), sfrânciocul cu frunte neagră (Lanius minor), pescăruș argintiu (Larus cachinnans), pescăruș râzător (Larus ridibundus), pescăruș cu cap negru (Larus melanocephalus), pescăruș mic (Larus minutus), ciocârlie de bărăgan (Melanocorypha calandra), ferestraș mic (Mergus albellus), ferestraș mare (Mergus merganser), ferestraș moțat (Mergus serrator), presură sură (Miliaria calandra), rață-cu-ciuf (Netta rufina), stârc de noapte (Nycticorax nycticorax), rață cu cap alb (Oxyura leucocephala), pelicanul comun (Pelecanus onocrotalus),  cormoran mic (Phalacrocorax pygmeus), bătăuș (Philomachus pugnax), ploier auriu (Pluvialis apricaria), corcodel-cu-gât-negru (Podiceps nigricollis), lăstun de mal (Riparia riparia), chiră mică (Sterna albifrons), corcodel mic (Tachybaptus ruficollis), călifar alb (Tadorna tadorna), fluierarul cu picioare roșii (Tringa totanus), fluierarul de zăvoi (Tringa ochropus), fluierarul cu picioare roșii (Tringa totanus) sau nagâț (Vanellus vanellus).

## Căi de acces
- Drumul național DN39 pe ruta: Constanța- Lazu - Agigea  - Eforie - Eforie Nord.

## Monumente și atracții turistice
În vecinătatea sitului se află câteva obiective de interes istoric, cultural și turistic; astfel:

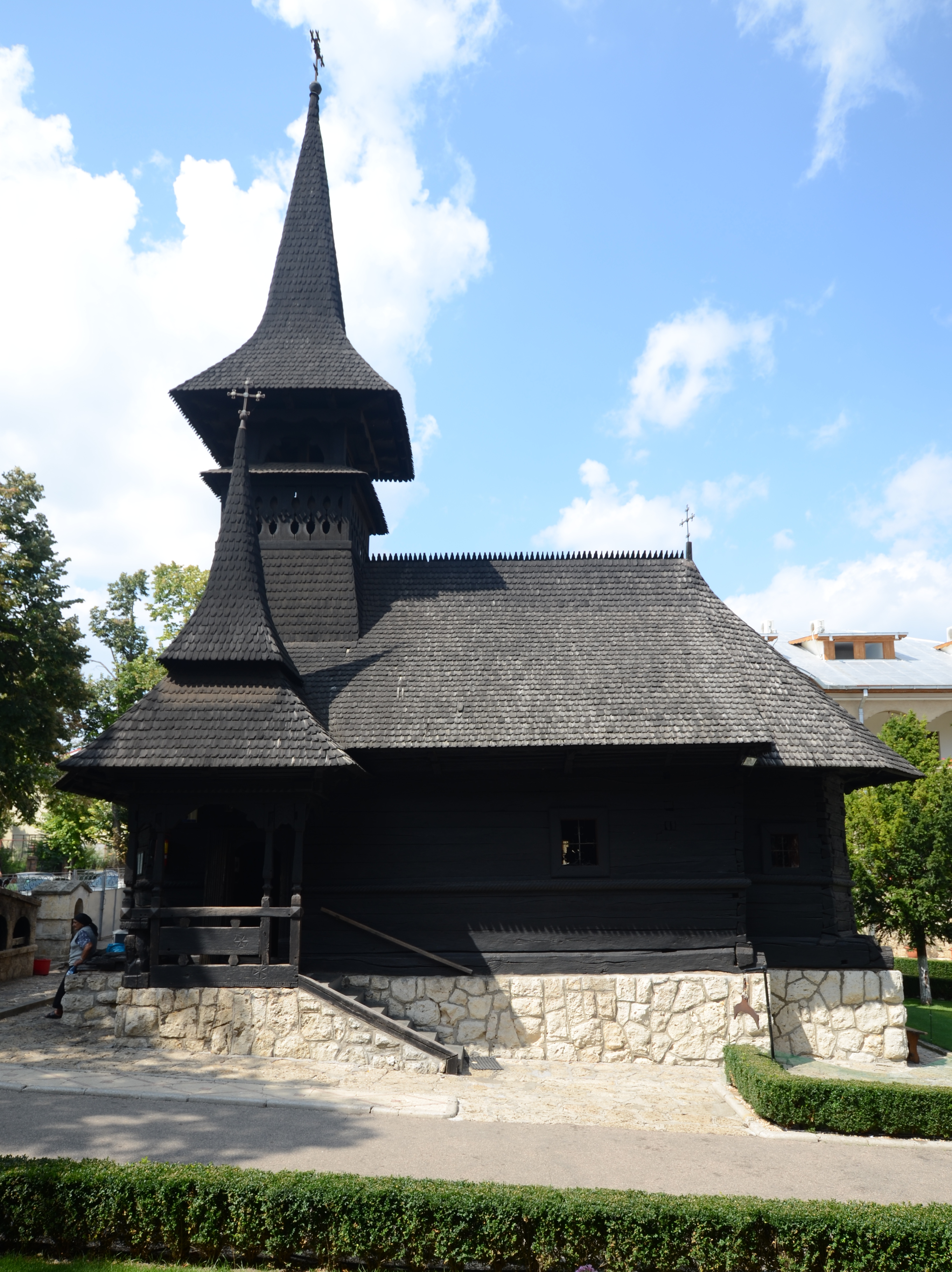
Biserica de lemn din Maiorești

- Biserica de lemn "Adormirea Maicii Domnului" ("Sf. Maria Mare") din Maiorești, construcție secolul al XVIII-lea, monument istoric.
- Situl arheologic ("Urluchioi") de la Techirghiol (sec. I - VI p. Chr., Epoca romană, mil. IV a. Chr., Neolitic, Cultura Hamangia).
- Situl arheologic de la Tuzla (Epoca romană, Preistorie).
- Aria protejată Plaja submersă Eforie Nord – Eforie Sud, sit de importanță comunitară.